# Базартобе
Базартобе (каз. Базартөбе) — село в Акжаикском районе Западно-Казахстанской области Казахстана. Административный центр Базартобинского сельского округа. Находится на левом берегу реки Урал, примерно в 98 км к юго-юго-востоку (SSE) от села Чапаев, административного центра района, на высоте 1 метра над уровнем моря. Код КАТО — 273243100.

## Население
В 1999 году численность населения села составляла 1696 человек (889 мужчин и 807 женщин). По данным переписи 2009 года, в селе проживало 1357 человек (714 мужчин и 643 женщины).